# Hannskarl Bandel
Hannskarl Bandel (* 3. Mai 1925 in Dessau; † 29. Dezember 1993 in Aspen, USA) war ein deutsch-amerikanischer Bauingenieur.

## Leben
Hannskarl Bandels Vater war Architekt und besaß ein Konstruktionsbüro, seine Mutter stammte aus der Familie Brechtel, die unter ihrem Namen ein bekanntes deutsches Bauunternehmen betrieb. Dieses war 1883 von Johannes Brechtel gegründet worden. So war Bandel für seine Berufswahl vorgeprägt. Nach seinem Studium promovierte er an der Technischen Universität Berlin. Nach einer Beschäftigung in der deutschen Stahlindustrie kam er nach dem Zweiten Weltkrieg ohne Geld und mit zwei Koffern voll Büchern in die USA und hoffte, Hängebrücken bauen zu können. Drei Jahre nachdem er in das New Yorker Unternehmen des Ingenieurs Fred Severud eingetreten war, wurde er dessen gleichberechtigter Partner.
Zusammen mit Severud lieferte er einige wesentliche Beiträge und konstruktive Neuerungen zu verschiedenen Bauprojekten wie zum Beispiel:
- die zylindrischen Marina Towers in Chicago
- die Toronto City Hall
- das Ford-Foundation-Headquarters in New York City (das „Dschungelgebäude“)
- das an Seilen aufgehängte Dach des Madison Square Garden in New York
- das Kennedy Center for the Performing Arts in Washington, D.C.
- Philip Johnsons Crystal Cathedral in Garden Grove, Kalifornien
- die alte Sunshine Skyway Bridge in Saint Petersburg, Florida (abgerissen)

Bandel schuf auch die Gestalt des Gateway-Arch-Projektes von Eero Saarinen und verbesserte die Konstruktion.
1978 wurde er zum Mitglied der National Academy of Engineering gewählt. Als Severud in den Ruhestand ging, wurde das Unternehmen an einen Ungarn verkauft. Bandel ging zu DRC Consultants und arbeitete unter anderem an Seilbrücken. 1980 wurde ihm ein Lehrstuhl an der Technischen Universität Graz angeboten, aber er lehnte den Ruf ab, weil ihm die Arbeit in den USA wichtiger war.
Bandel war auch an der Planung, Konstruktion und Ausführung der neuen Sunshine Skyway Bridge beteiligt. Dabei wurde vorgespannter Beton nicht nur für die Fahrbahn, sondern auch als Tragelement verwendet. 1972 war er Berater bei der Sanierung der Cathedral of Saint John the Divine in New York. Später entwarf Bandel auch eine Studie für den dreidimensionalen Zusammenbau von Stabtragwerken ohne Werkzeuge in der Schwerelosigkeit für das Mars-Pathfinder-Projekt der NASA.
Bandel starb beim Skilaufen in Aspen an Herzversagen.